# 鋭感剤
鋭感剤（えいかんざい、英：sensitizer。英: Explosive sensitizer 爆発増感剤とも）とは、爆薬の起爆感度、伝爆感度を高める目的で添加する化学物質である。
主な鋭感剤として以下のようなものがある。
- ニトログリセリン
- ニトログリコール
- ニトロセルロース
- ジニトロトルエン
- モノメチルアミンナイトレート

含水爆薬には鋭感剤として中空ガラスビーズを加える。